# Соловьёв, Альберт Николаевич
Альберт Николаевич Соловьёв (род. 14 марта 1951, Чертково Владимирской области) — советский и российский биогеограф, геоэколог, специалист по экологии животных, заповедной охране природных территорий.
Автор реализуемой концепции создания и развития региональной сети и системы особо охраняемых природных территорий (ООПТ), положения которой защищены в виде диссертации. Теоретические и методологические принципы территориальной охраны природы изложены в авторской монографии.
Обосновал создание в Кировской области заповедников «Нургуш», «Тулашорский», «Кайский», национального парка «Атарская лука» в рамках федеральной программы расширения сети заповедных территорий России. По его обоснованиям в Кировской области взято под охрану более 160 памятников природы, предполагалась организация природного парка «Вятское Заречье».Разработал первый в России региональный закон «Об особо охраняемых природных территориях Кировской области» (1995).

## Образование
В 1968 году после окончания Красногорбатской средней школы поступил на естественно-географический факультет Московского областного педагогического института (МОПИ) имени Н. К. Крупской и в 1973 году окончил его по специальности «биология и география». В 2002 году защитил в диссертационном совете на базе Московского педагогического университета диссертацию на соискание ученой степени кандидата географических наук «Геоэкологический подход к формированию региональной системы особо охраняемых природных территорий (на примере Кировской области)» 25.00.36 — геоэкология. В ней подытожил свой многолетний опыт по формированию сети заповедных территорий Кировской области. По результатам своих биоэкологических исследований в 2015 году в диссертационном совете на базе Петрозаводского государственного университета защитил диссертацию на тему «Климатогенная и антропогенная динамика биоты в меняющихся экологических условиях востока Русской равнины» на соискание ученой степени доктора биологических наук по специальности 03.02.08 — «экология» .

## Профессиональная деятельность
С 1973 по 2000 годы возглавлял отдел природы Кировского областного краеведческого музея. В 2000-м году был приглашён в Научно-исследовательский институт охотничьего хозяйства и звероводства, где работает по настоящее время в должности ведущего научного сотрудника одела экологии животных. Основные направления исследований: роль климатического и антропогенного факторов в динамике экосистем, динамика орнитофауны урбанизированных территорий, многолетняя динамика биофеноявлений, заповедная охрана природных территорий.
Инициатор, организатор Первых естественно-научных краеведческих чтений памяти А. Д. Фокина, составитель и редактор материалов этой конференции.
Редактор 4-томного научного издания: «Птицы Кировской области и сопредельных территорий».
Член редакционной комиссии 10-томного энциклопедического издания «Энциклопедия земли Вятской» (1994—2008), где является также составителем 7-го тома «Природа».
Член редакционной коллегии и автор разделов научно-популярного издания «Край вятский — рыбацкий».
Автор научно-популярного издания «Селивановское Приколпье. Природа, история, топонимия, примечательные места Селивановского района Владимирской области».
С 2007 года участвует в программном комитете юбилейных международных научно-практических конференций «Современные проблемы природопользования, охотоведения и звероводства», организуемых ФГБНУ ВНИИОЗ им. проф. Б. М. Житкова.

## Вклад в науку
Специализируется в изучении особенностей влияния климата в сочетании с антропогенной трансформацией ландшафтов лесной зоны и нарастающей урбанизацией территорий на видовой состав позвоночных животных, зимовки в средних широтах перелётных видов птиц, вековую динамику дат наступления сезонных явлений в природе, особенностей влияния погодных аномалий на состояние популяций животных и растений, обосновал дифференцированный подход к разработке режимов охраны популяций реликтовых видов растений на староосвоенных территориях в меняющихся антропогенных условиях. С 1980 года на общественных началах организует ведение фенологического мониторинга на территории Кировской области, по результатам которого публикует научные работы по динамике биоты в условиях меняющегося климата.
По инициативе Соловьёва и при его непосредственном участии составлены первые списки видов животных и растений, подлежащих охране на территории Кировской области, утверждённые Кировским облисполкомом в 1979 году и ставшие основой для «Красной книги Кировской области», изданной также при непосредственном участии Соловьёва в 2001 году.
По предложению и научным разработкам Соловьёва в Кировской области учреждено более 160 памятников природы, организованы заповедник «Нургуш» в Котельничском районе, природный заказник «Былина» (с перспективой организации Кайского заповедника) в Подосиновском районе, проведены предпроектные изыскания по организации заповедника «Тулашорский» в Нагорском районе, предполагалось создание национального парка «Атарская лука» на берегах реки Вятки. Подготовил обоснование организации природного парка «Заречный» у города Кирова. По выбранному Соловьёвым маршруту и разработанному им проекту в 1989 году в Заречном парке Кирова была оформлена «Экологическая тропа».

## Научные труды
Автор более 250 публикаций, в том числе 7 монографий.

### Монографии
- Соловьёв А. Н. Сокровища вятской природы — Киров: Волго-Вятское кн. изд-во, 1986. 159 с.
- Соловьёв А. Н. Биота и климат. Региональная фенология. М.: Пасьва, 2005. 288 с.
- Соловьёв А. Н. Селивановское Приколпье. Природа, история, топонимия, примечательные места Селивановского района Владимирской области. Киров, 2009. 272 с.
- Соловьёв А. Н. Памятники природы города Кирова и его окрестностей. Изд. 2-е, доп. — Киров: АиСАН, 2017. 136 с.
- Соловьёв А. Н. Заповедание территорий в аспекте природопользования. Москва: Товарищество научных изданий КМК, 2020. 250 с.
- Соловьёв А. Н., Шихова Т. Г., Бусыгин Е. И. Влияние погодных аномалий на биоту. — Москва: Товарищество научных изданий КМК, 2021. 98 с.
- Соловьёв А. Н. Разгадки Светлояра. М.: Товарищество научных изданий КМК. 2022. 125 с.
- Соловьёв А. Н. Проталины. Рассказы, зарисовки, размышления. ― Киров: ООО «ВЕСИ». ― 2023. ― 496 с. ― ISBN 978-5-4338-0550-7.

### Статьи
- Соловьёв А. Н. Динамика населения врановых птиц в условиях реконструкции городского ландшафта / / Орнитология. М.: Изд. МГУ, 1991. Вып. 25. С. 84-88.
- Соловьёв А. Н. Уровни охраны природных территорий // Проблемы региональной экологии. 1996. № 1. С. 126—137.
- Соловьёв А. Н. Охрана природных территорий в аспекте природопользования // Проблемы региональной экологии. 2001. № 5. С. 93-107.
- Соловьёв А. Н. Климатогенная динамика сроков сезонной активности биоты востока Русской равнины в XX столетии // Известия РАН. Сер. географ. 2007. № 4. С. 54-65.
- Соловьёв А. Н. Динамика фауны востока Русской равнины в XX веке // Успехи современной биологии. 2011. Т. 131. № 5. С. 440—252.
- Соловьёв А. Н. Зимовки перелётных видов птиц в средних широтах востока Русской равнины // Бюл. МОИП. Отд. биол. 2012. Т. 117. Вып. 3. С. 3-16.
- Соловьёв А. Н. Зимовки кряквы (Anas platyrhynchos) в естественных и антропогенных условиях востока Русской равнины //Поволжский экологический журнал. 2014. № 2. С. 271—283.
- Соловьёв А. Н. Динамика гнездования врановых птиц в урбаландшафтах европейского востока // Известия РАН. Серия биол. 2014. № 5. С. 529—538.
- Соловьёв А. Н. Вековая динамика сроков сезонных миграций птиц в средних широтах европейского востока // Бюл. МОИП. Отд. биол. 2015. Т. 120. Вып. 1. С. 3-17.

## Награды
- 2001 — Премия Кировской области в области литературы и искусства
- 2007 — Премия Кировской области в области экологии и охраны природы
- 2021 — Звание «Почётный работник науки и высоких технологий Российской федерации»